# Batrachospermum gelatinosum
A Batrachospermum gelatinosum a vörösmoszatok (Rhodophyta) törzsébe és a Florideophyceae osztályába tartozó faj.

## Előfordulása
A Batrachospermum gelatinosum Közép-Európában nem ritka, de a vízszennyeződés hatására egyre szórványosabban fordul elő.

## Megjelenése

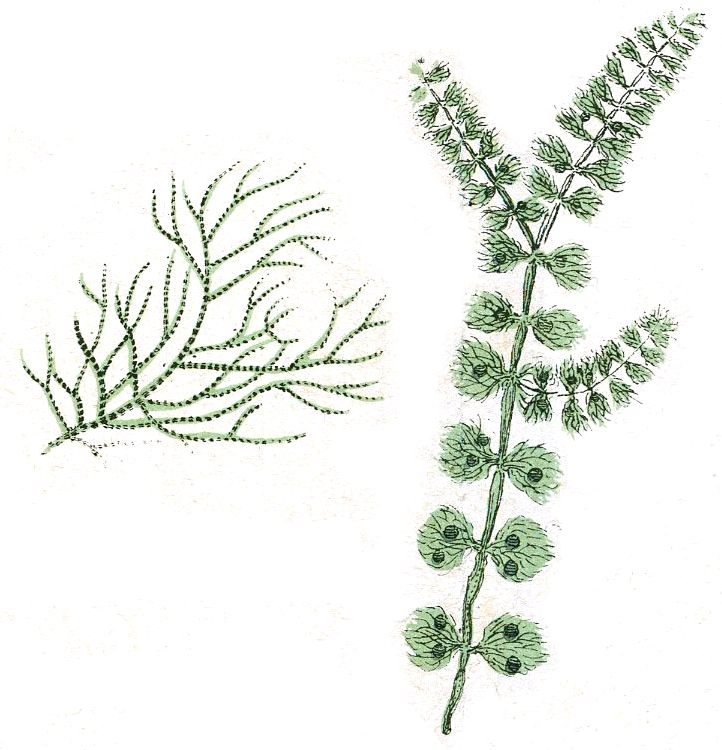
rajz a növényről

A Batrachospermum gelatinosum kocsonyás, világos- vagy sötétszürke, illetve barnás színű vörösmoszat. Víz alatti kövekre települve 2-10 centiméter magas csoportokat alkot. A telep főtengelye szabályos, rövid közökben örvösen elágazik, ennek következtében az gyöngyfüzérhez hasonlít.

## Hasonló fajok
A Batrachospermum nemzetségbe számos további faj tartozik, de ezek ritkábbak, és csak a szakember képes meghatározni őket. A vörösmoszatok mintegy 4000 faja, kevés kivételtől (mint például a Batrachospermum gelatinosum) eltekintve, a melegebb tengerek litorális zónájában él, maximálisan 200 méter mélységig. Speciális színtesteik segítségével ki tudják használni a nagyobb mélységben uralkodó rövidhullámú fényt.

## Életmódja
A Batrachospermum gelatinosum tiszta, hideg folyóvizek, többnyire a forrás közelében vagy közvetlenül annak kifolyójánál él. Tiszta vízű tavakban is előfordul, főleg árnyékos helyeken.